# Kuźnica (zakład)

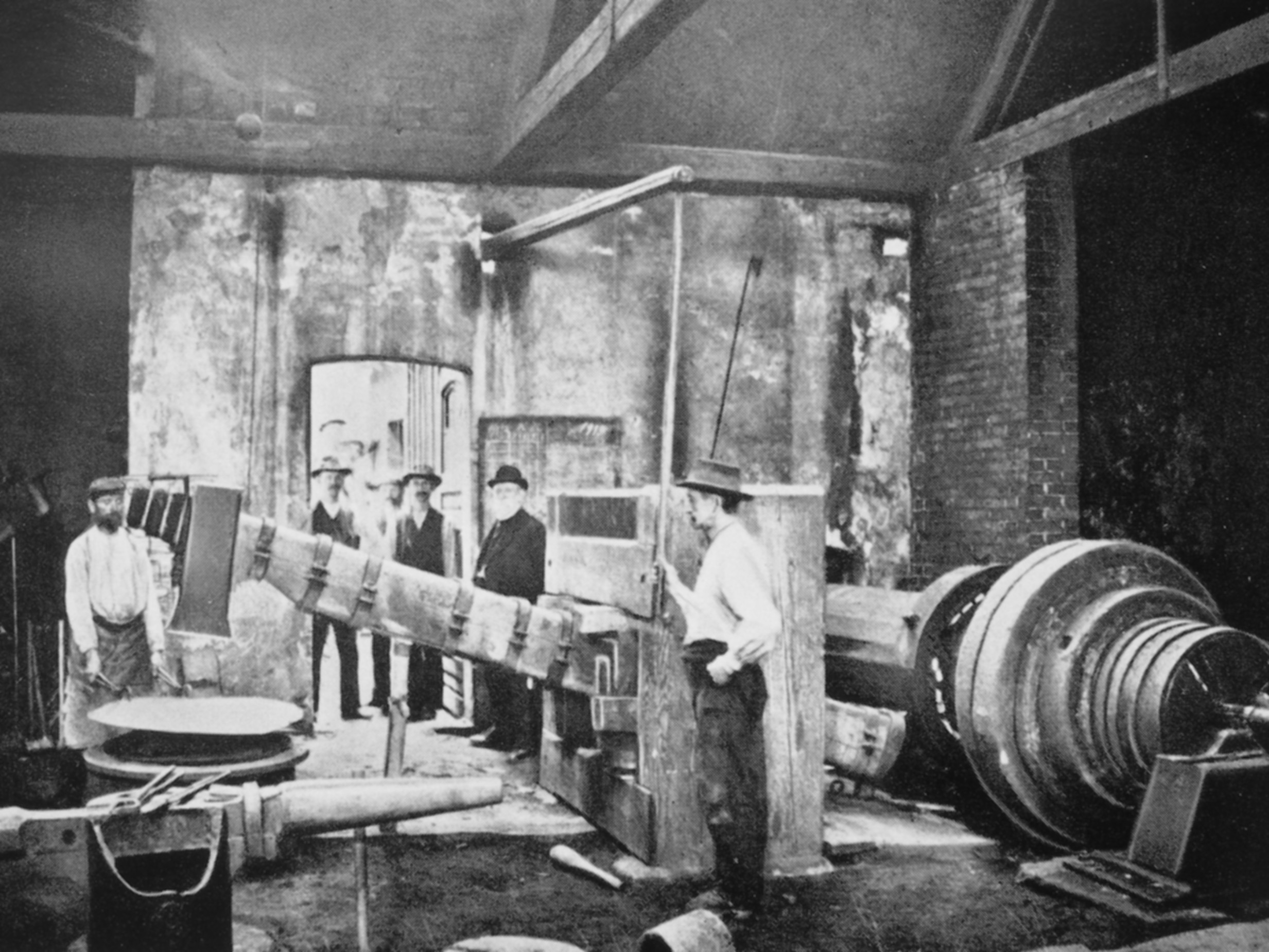
Górnośląska kuźnica. Koniec XIX w.

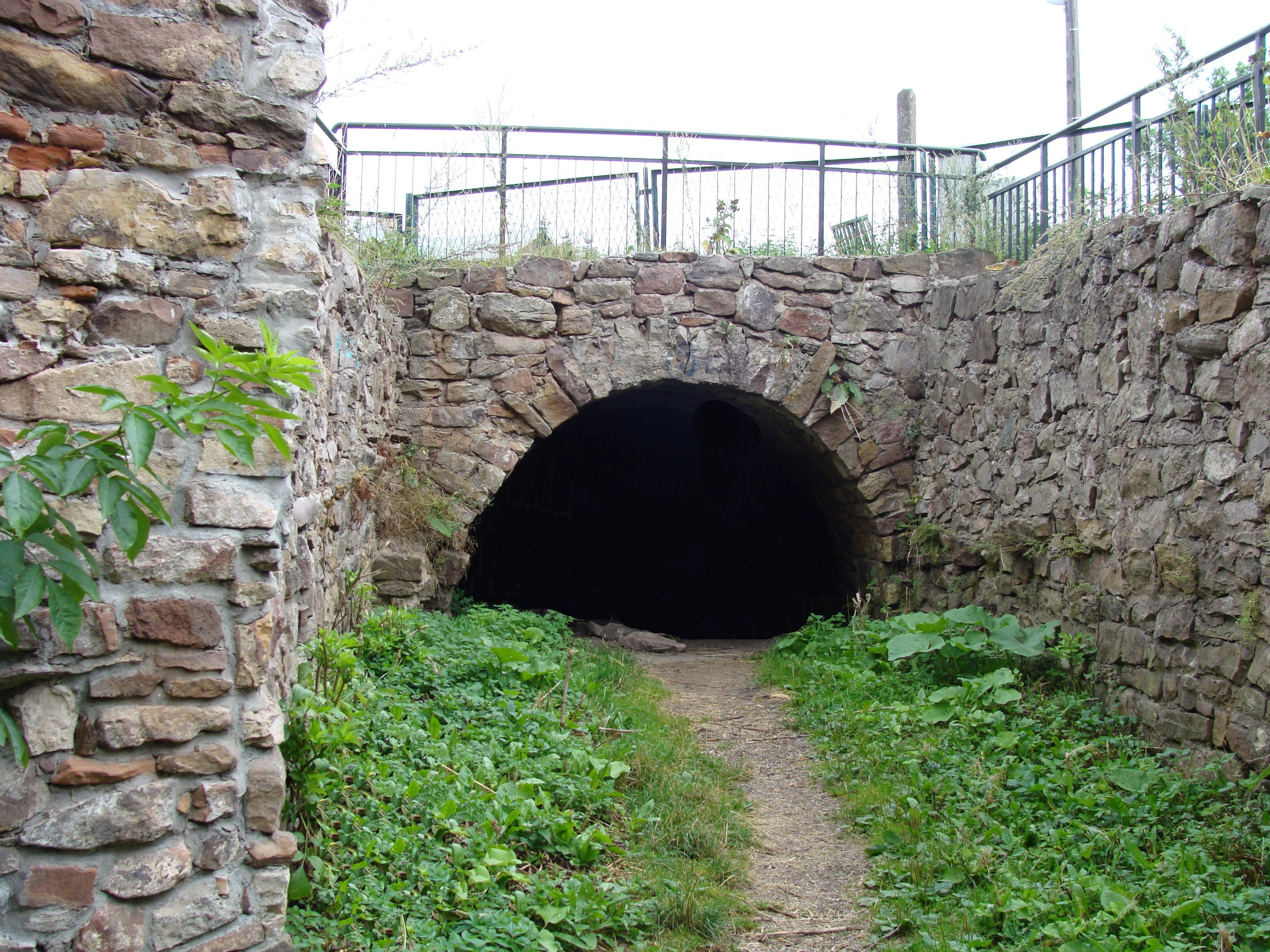
Kuźnica samsonowska – kanał doprowadzający wodę do koła poruszającego młot.

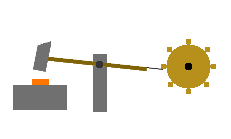
Schemat mechanizmu młota

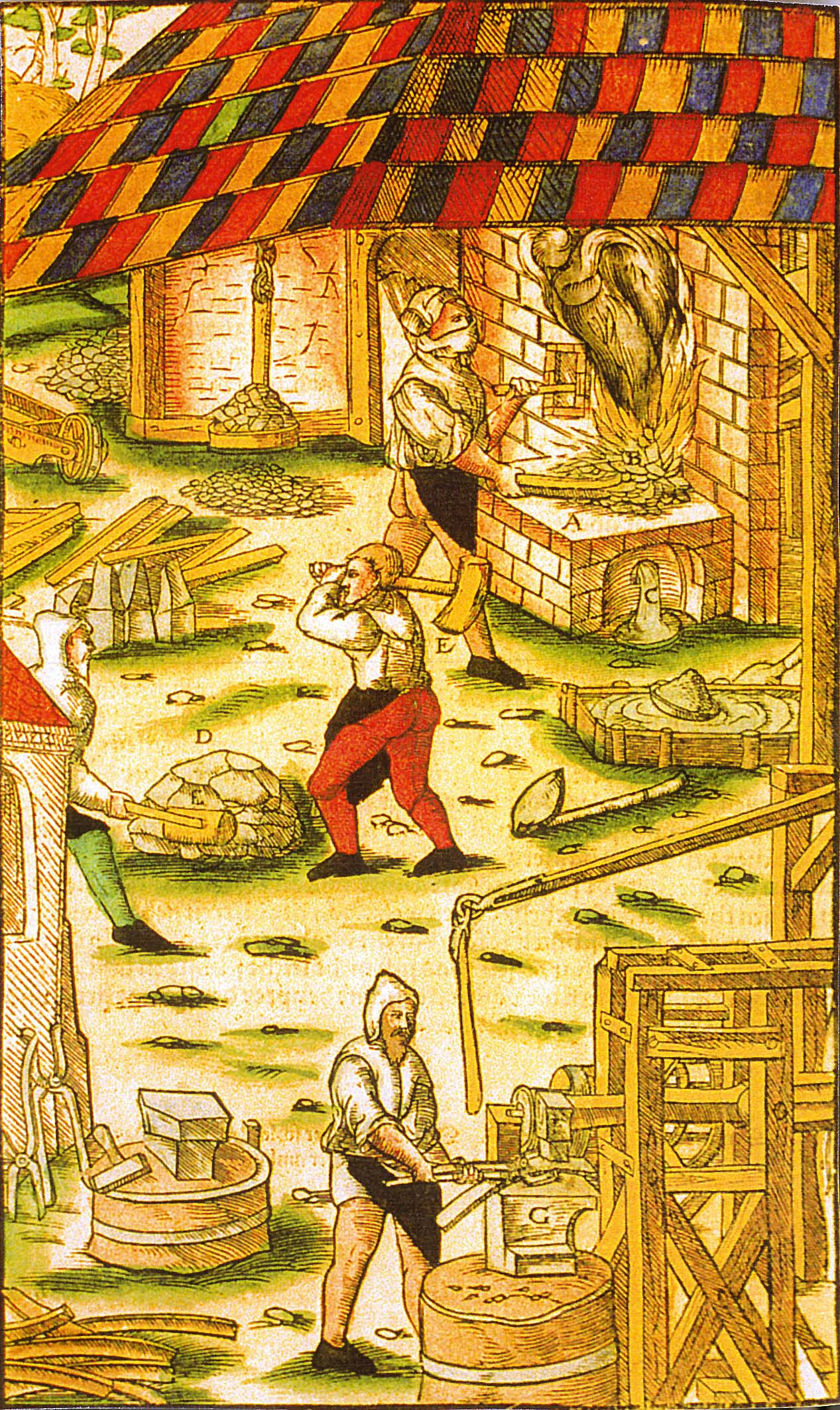
Kuźnica. Obróbka żelaza według Agrikoli z 1556 r.

Kuźnica lub hamernia albo młotownia – dawny typ zakładu-manufaktury, w którym wytopione z rudy metale uzdatniano lub przerabiano za pomocą młota poruszanego kołem wodnym. Kuźnice (hamernie) stosowano także do nadawania odpowiedniego kształtu półproduktom i gotowym wyrobom metalowym, najczęściej żelaznym, ale także z miedzi, mosiądzu, itp. Sama kuźnica była symbolem postępu, stąd takie nazwy jak np. Kuźnica Kołłątajowska.
Zależnie od konstrukcji pieca, a co za tym idzie – od uzyskiwanej temperatury, można uzyskać żelazo miękkie, żelazo twarde (stal różnej jakości) lub surówkę, czyli żeliwo. W Polsce wykorzystywano rodzime rudy typu limonit i od VII wieku wytapiano żelazo przy pomocy dymarek. W większości wytopów było to żelazo miękkie, wystarczające do produkcji niektórych narzędzi, ale nie do produkcji np. mieczy. Aby uzyskać żelazo twarde, należało je wyjąć z pieca w postaci łupka (zwanego też kęsem) i rozżarzone przekuć z dodatkiem węgla drzewnego. Przekuwanie podnosiło stopień nawęglenia i przekształcało miękkie żelazo w stal (na obszarze Polski X–XI w.). Z czasem wytopów zaczęto dokonywać na powierzchni, z użyciem miechów i w coraz większych piecach, wciąż jednak zwanych dymarkami. Prawdopodobnie dopiero w ostatniej ćwierci XVIII w. wprowadzono w Polsce trwałe piece do wytopu żelaza (miały wtedy ok. 7 m. wysokości). Po drodze był jeszcze etap „pieców tygodniowych”, z przyczyn religijnych wygaszanych przed dniem świątecznym. Coraz większe piece dawały coraz większe kęsy żelaza, więc do przekucia nie wystarczał jeden ani nawet dwóch kowali. Należało zastosować mechanizację – młoty napędzane energią koła wodnego. Miejsca, gdzie budowano takie urządzenia, zwano kuźnicami (kuźnica = wielka kuźnia) lub hamerniami (od niemieckiego słowa Hammer = młot). Tam też można było dowozić, wyprodukowane gdzie indziej, kęsy żelaza. W niektórych miejscach, ze względu na obecność rudy, mogły działać huty (miejscowości Huta, Hutki albo Ruda, Rudki, Rudnik, itp.), a w innych, ze względu na obecność odpowiednio nachylonego koryta rzecznego – kuźnice. Te miejsca często dziś noszą nazwy Kuźnica, Kuźniczki lub Hamernia. Jeszcze w mniejszej liczbie miejsc były warunki do powstania równocześnie hut i kuźnic.
Wydobywanie rud było początkowo przywilejem królewskim. W 1025 r. Bolesław I Chrobry takim przywilejem obdarzył Kościół. W XII w. na prośbę króla francuskiego Bolesław III Krzywousty wysłał do Francji polskich specjalistów od wyrobu żelaza. Wtedy też Francuzi przyjęli w wersji chełmińskiej polskie uregulowania prawne dotyczące górnictwa. Dopiero Stefan Batory w 1576 r. przywilej górniczy przelał na wszystkich posiadaczy ziemskich. W owych czasach wydobycie (górnictwo) i przerób (hutnictwo) były jednym zawodem. W 1645 r. w miejscowości Bobrza (dobra biskupstwa krakowskiego) istniał wielki piec (ówczesny wielki piec nie przekraczał 2 m wysokości) służący do wytopu żeliwa. Żeliwa używano wówczas do odlewania kul armatnich, armat, różnego rodzaju naczyń np. kotłów do destylacji. Z wyrobu żelaza najbardziej znany był Staropolski Okręg Przemysłowy, a najlepszą stal oraz szable, zbroje i pistolety produkowały królewskie kuźnice w Samsonowie. Niejedno zwycięstwo polskiego oręża w XVII i XVIII w. wywalczono przygotowywaną w samsonowskich manufakturach bronią. Julian Ursyn Niemcewicz pisze, że pierwszy wielki piec zbudowano tam w 1598 r.
Miejscowość Hamernia jest przykładem kuźnicy zajmującej się obróbką miedzi. Założono ją w połowie XVIII w. dla Ordynacji Zamojskiej nad rzeką Sopot. Produkowano tam miedziane narzędzia, okucia, rury, naczynia browarne. W 1790 r. komisarz Ordynacji Joachim Owidzki wydzierżawił zakład. W 1849 r. nastąpił kryzys gorzelniany i zakład upadł. W tej części Roztocza znajduje się wiele miejscowości których nazwy wskazują na ich związek z metalurgią żelaza. Niedaleko Hamerni istniała wieś Fryszarka. Jej nazwa może wskazywać, że znajdowała się tam fryszerka, w której odbywał się proces fryszowania, dziś bardziej znany jako świeżenie, czyli odwęglanie surówki żelaznej.